# مارکو آریگونی
مارکو آریگونی (انگلیسی: Marco Arrigoni؛ زادهٔ ۲۹ اکتبر ۱۹۸۸) بازیکن فوتبال اهل ایتالیا است.
از باشگاه‌هایی که در آن بازی کرده‌است می‌توان به باشگاه فوتبال چزنا اشاره کرد.